# Fadil Muriqi
Fadil Muriqi (Peć, 27. listopada 1967.), bivši kosovski albanski nogometaš, nesuđeni državni reprezentativac. Rodio se je na Kosovu.
Član je slavne zlatne generacije KF Prishtina. Brat je nogometaša Xhevdeta Muriqija.
Karijeru je napravio na Kosovu, zatim u Hrvatskoj u Rijeci, te u Australiji u hrvatskim i albanskim klubovima.

## Kosovo
Nogomet je zaigrao u 2. saveznoj ligi SFRJ za klub iz rodnog grada, Budućnost iz Peći. Nakon samo jedne sezone preselio je u Prištinu gdje je zaigrao za istoimeni klub. Ondje je odigrao 5 sezona u 1. ligi, od 1982. do 1988. godine. Prištinini navijači prozvali su ga kosovskim Maradonom zbog sličnosti građe i načina igranja. Fadil Muriqi je zajedno s Vokrrijem vodio klub kroz najuspješnije godine povijesti tog kluba dotad. No, sezone 1988./89. Priština je ispala u 2. ligu.

### NK Rijeka
Za sljedeću sezonu potpisao je zajedno s mlađim bratom Xhevdetom za hrvatskog ligaša Rijeku. Ondje je odigrao sljedeću prvoligašku sezonu, 1989./90. Nakon toga otišao je u Australiju.

## Vanjske poveznice
- (eng.) Profil na Oz Football
- Statistike iz 1. i 2. lige u Jugoslaviji na Zerodicu (privremeno neaktivna poveznica, točna kopija podataka može se naći na Nogometna statistika bivše SFRJ po godinama  Arhivirana inačica izvorne stranice od 2. travnja 2012. (Wayback Machine) na B92)